# The World Keeps Changing
The World Keeps Changing is een nummer van de Nederlandse band Future Presidents uit 2009.
Het nummer kent een vrolijk, maar tegelijkertijd ook rustig geluid. De tekst gaat over hoe belangrijk de bandleden hun vriendin vinden.
Na jarenlang voor allerlei bekende artiesten te hebben geproduceerd, besluiten de Future Presidents met dit nummer zelf een single uit te brengen. De band wordt Serious Talent op 3FM en het nummer wordt ook regelmatig op dat station gedraaid. "The World Keeps Changing" werd een klein hitje en bereikte de 2e positie in de Tipparade.